# Красноголовая снегирёвая овсянка
Красноголовая снегирёвая овсянка (англ. Melopyrrha portoricensis) — вид птиц семейства танагровых. Эндемик Пуэрто-Рико.
Имеет чёрное оперение с красными областями над глазами, вокруг горла и под основанием хвоста. Размер варьируется от 17 до 19 сантиметров. Вес около 32 грамм.
Вид обычно встречается в густых лесах на всей территории Пуэрто-Рико, за исключением восточной оконечности острова. Питается семенами, фруктами, насекомыми и другими членистоногими, включая пауков. Гнездо имеет сферическую форму, с входом на стороне. Кладка состоит, как правило, из трёх светло-зелёных яиц.
Подвид Loxigilla portoricensis grandis Lawrence, 1881, эндемичный на островах Сент-Китс и Барбуда, в последний раз наблюдали в 1929 году. Ныне этот подвид считается вымершим